# Kytina
Kytina (bułg. Кътина) – wieś w Bułgarii; 1150 mieszkańców (2010).